# Berenberg Bank
Joh. Berenberg, Gossler & Co. KG, ofte kaldet Berenberg Bank, er en tysk bank grundlagt i Hamborg i 1590 af to nederlendske indvandrere, Hans og Paul Berenberg. Det er den ældste eksisterende bank i Tyskland og en af de ældste i verden, og er stadig ejet af Berenberg-familiens efterkommere med navnet von Berenberg-Gossler. Berenberg/Gossler-familien var en af Hamborgs hanseatfamilier.
Det er en af de største privatbanker i Europa med ca. 26 milliarder euro i aktiver og ca. 1300 ansatte. Banken er i dag aktiv inden for Private Banking, Investment Banking, Institutional Asset Management og Commercial Banking. Banken leverer ydelser til formuende private kunder, institutionelle investorer og virksomheder.
Hovedkontoret ligger i Hamborg, og banken har kontorer i Frankfurt, Düsseldorf, München, Stuttgart og andre tyske byer samt i Zürich, Geneve, Luxembourg, London, Paris, New York, Boston, Salzburg, Wien og Shanghai. Banken har et schweizisk datterselskab, Berenberg Bank (Schweiz) AG.

## Historie
Købmandsfamilien Berenberg i Antwerpen var en af 130 hollandske familier, der var gået over til lutheranismen under Reformationen. I 1585 havde de valget mellem at konvertere til katolicismen eller forlade landet, og brødrene Hans og Paul Berenberg slog sig ned i Hamborg, hvor de etablerede den nuværende Berenberg Bank i 1590.
I Hamborg var Berenberg-familien fra 1500-tallet købmænd, bankierer og senatorer. Berenberg-familien uddøde i mandlig linje i 1772 med Johann Berenberg (1718-1772). Hans eneste datter, Elisabeth Berenberg (1749-1822), blev gift med Johann Hinrich Gossler (1738-1790), og svigerfar Johann Berenberg tog Gossler som medejer i 1769. I 1788 tog Gossler sin svigersøn Ludwig Edwin Seyler (1758-1836), søn af den schweiziskfødte teaterdirektør Abel Seyler og gift med hans datter Anna Henriette Gossler, som medejer, og efter Gosslers død i 1790 blev Seyler leder af firmaet. Johann Hinrich Gosslers søn Johann Heinrich Gossler (1775-1842) var medejer i firmaet fra 1798 og senator i Hamburg fra 1821. Han var far til første borgmester Hermann Gossler (1802-1877) og farfar til Johann von Berenberg-Gossler (1839-1913), der blev optaget i adelstanden i Preussen i 1888 og udnævnt til baron i 1910. Barontittelen er bundet til besiddelsen af familiens fideikommiss.